# Wereldkampioenschap voetbal 1990 (kwalificatie UEFA)
32 teams werden over 7 groepen verdeeld, 13 teams zouden zich kwalificeren voor het wereldkampioenschap voetbal 1990. Italië zou als gastland automatisch gekwalificeerd zijn en hoeft niet deel te nemen aan dit kwalificatietoernooi.

## Opzet
- Groep 1, 2 en 4: 4 teams, de groepswinnaar kwalificeert zich en de 2 beste tweedes.
- Groep 3, 5, 6 en 7: 5 teams, de groepswinnaar en de nummer 2 kwalificeren zich.

## Gekwalificeerde landen
| FIFA-lid          | Confederatie | Kwalificatie    | Aantal dln. (inclusief 1990) | Dln. op rij | Eerste dln. | Laatste dln. | Titels (exclusief 1990) | Beste prestatie |
| ----------------- | ------------ | --------------- | ---------------------------- | ----------- | ----------- | ------------ | ----------------------- | --------------- |
| Italië            | UEFA         | Gastland        | 12e                          | 8           | 1934        | 1986         | 3                       | Winnaar         |
| Roemenië          | UEFA         | Winnaar groep 1 | 5e                           | 1           | 1930        | 1970         | 0                       | Groepsfase      |
| Zweden            | UEFA         | Winnaar groep 2 | 8e                           | 1           | 1934        | 1978         | 0                       | Tweede          |
| Engeland          | UEFA         | Tweede groep 2  | 9e                           | 3           | 1950        | 1986         | 1                       | Winnaar         |
| Sovjet-Unie       | UEFA         | Winnaar groep 3 | 7e                           | 3           | 1958        | 1986         | 0                       | Vierde          |
| Oostenrijk        | UEFA         | Tweede groep 3  | 6e                           | 1           | 1934        | 1982         | 0                       | Derde           |
| Nederland         | UEFA         | Winnaar groep 4 | 4e                           | 1           | 1934        | 1986         | 0                       | Tweede          |
| Duitsland         | UEFA         | Tweede groep 4  | 12e                          | 10          | 1934        | 1986         | 2                       | Winnaar         |
| Joegoslavië       | UEFA         | Winnaar groep 5 | 8e                           | 1           | 1930        | 1982         | 0                       | Vierde          |
| Schotland         | UEFA         | Tweede groep 5  | 7e                           | 5           | 1954        | 1986         | 0                       | Groepsfase      |
| Spanje            | UEFA         | Winnaar groep 6 | 8e                           | 4           | 1934        | 1986         | 0                       | Vierde          |
| Ierland           | UEFA         | Tweede groep 6  | 1e                           | 1           | n.v.t.      | n.v.t.       | n.v.t.                  | n.v.t.          |
| België            | UEFA         | Winnaar groep 7 | 8e                           | 3           | 1930        | 1986         | 0                       | Vierde          |
| Tsjecho-Slowakije | UEFA         | Tweede groep 7  | 8e                           | 1           | 1934        | 1982         | 0                       | Tweede          |

## Potten en loting
De loting vond plaats in Zürich, Zwitserland, op 12 december 1987. De deelnemende landen werden verdeeld over 5 potten. 
| Pot A                                                                  | Pot B                                                      | Pot C                                                                        | Pot D                                                             | Pot E                          |
| ---------------------------------------------------------------------- | ---------------------------------------------------------- | ---------------------------------------------------------------------------- | ----------------------------------------------------------------- | ------------------------------ |
| West-Duitsland Engeland Spanje Sovjet-Unie Denemarken België Frankrijk | Bulgarije Nederland Polen DDR Portugal Schotland Hongarije | Roemenië Zweden Wales Noord-Ierland Oostenrijk Tsjecho-Slowakije Joegoslavië | Ierland Griekenland Zwitserland Finland IJsland Noorwegen Albanië | Turkije Malta Luxemburg Cyprus |

## Groepen en wedstrijden
Legenda

### Groep 1
Groep 1 werd vooraf gezien als een vrij open strijd, waarbij alle vier landen vooraf kansen leken te hebben zich te plaatsen. Belangrijkste kanshebbers op de ticket waren Denemarken, een land met een vrij oude selectie, dat een slecht EK achter de rug had en het land in opkomst Roemenië. De Denen begonnen teleurstellend met gelijke spelen tegen Griekenland en Bulgarije, maar herstelde zich met een 2-0 overwinning in Sofia en een ouderwetse voetbalshow in de thuiswedstrijd tegen de Grieken: 7-1. Inmiddels had Michael Laudrup gezelschap gekregen van zijn eveneens getalenteerde broer Brian Laudrup. Opvallend in deze groep was de laatste plaats van Bulgarije, ondanks de aanwezigheid van het aanstormende talent Hristo Stoitsjkov.
Voor de confrontaties tegen Roemenië had Denemarken één punt achterstand, er kon maar één ploeg zich plaatsen voor het WK, omdat de nummers twee van de andere groepen met vier deelnemers meer punten hadden. Denemarken overklaste Roemenië in Kopenhagen met onder andere twee doelpunten van Brain Laudrup en de bij PSV Eindhoven spelende Flemming Povlsen. Roemenië maakte een stroeve indruk, maar wist dat het alles nog in eigen hand had in de thuiswedstrijd. Routinier Søren Lerby werd bij de Denen weer opgeroepen na een prima Europa Cup wedstrijd tegen Steaua Boekarest voor PSV, de hofleverancier van de Roemeense ploeg. Denemarken nam de leiding via opnieuw Povlsen, maar Roemenië trok de wedstrijd naar zich toe en won met 3-1 dankzij twee doelpunten van Balint en de latere speler van Feyenoord Ioan Sabău. Smet op de wedstrijd was de rode kaart van sterspeler Gheorghe Hagi, die daardoor voor de eerste wedstrijd in Italië geschorst was. De Roemenen plaatste zich voor de eerste keer sinds 1970 voor het WK en werden na afloop uitbundig toegejuicht door Valentin Ceaușescu, de zoon van dictator Nicolae Ceaușescu.  Valentin zorgde er altijd voor, dat Steaua Boekarest bevoordeeld was in de competitie. Een maand later brak de Revolutie uit in Roemenië en werd Valentin gearresteerd en zijn vader en moeder geëxecuteerd. Alle spelers hoopten na het WK naar een buitenlandse club te verhuizen.
| Pos | Land        | Wed | Win | Gel | Ver | DV | DT | +/- | Pnt |
| --- | ----------- | --- | --- | --- | --- | -- | -- | --- | --- |
| 1.  | Roemenië    | 6   | 4   | 1   | 1   | 10 | 5  | +5  | 9   |
| 2.  | Denemarken  | 6   | 3   | 2   | 1   | 15 | 6  | +9  | 8   |
| 3.  | Griekenland | 6   | 1   | 2   | 3   | 3  | 15 | –12 | 4   |
| 4.  | Bulgarije   | 6   | 1   | 1   | 4   | 6  | 8  | –2  | 3   |

|                                                      |                       |       |                      |                                                                                |
| 19 oktober 1988 «onderlinge duels» 19:30 uur (UTC+2) | Griekenland           | 1 – 1 | Denemarken           | Olympisch Stadion, Athene Toeschouwers: 19.349 Scheidsrechter: Esa Palsi (FIN) |
| 19 oktober 1988 «onderlinge duels» 19:30 uur (UTC+2) | Tasos Mitropoulos 41' |       | 56' Flemming Povlsen | Olympisch Stadion, Athene Toeschouwers: 19.349 Scheidsrechter: Esa Palsi (FIN) |

|                                                      |                  |       |                                                          | |
| 19 oktober 1988 «onderlinge duels» 18:00 uur (UTC+2) | Bulgarije        | 1 – 3 | Roemenië                                                 | Vasil Levski Nationaal Stadion, Sofia Toeschouwers: 47.852 Scheidsrechter: Michał Listkiewicz (POL) |
| 19 oktober 1988 «onderlinge duels» 18:00 uur (UTC+2) | Hristo Kolev 32' |       | 25' Dorin Mateuț 80' Rodion Cămătaru 88' Rodion Cămătaru | Vasil Levski Nationaal Stadion, Sofia Toeschouwers: 47.852 Scheidsrechter: Michał Listkiewicz (POL) |

|                                                      |                                                          |       |             |                                                                                          |
| 2 november 1988 «onderlinge duels» 14:30 uur (UTC+2) | Roemenië                                                 | 3 – 0 | Griekenland | Stadionul Steaua, Boekarest Toeschouwers: 11.013 Scheidsrechter: Hubert Forstinger (AUT) |
| 2 november 1988 «onderlinge duels» 14:30 uur (UTC+2) | Dorin Mateuț 26' Gheorghe Hagi 40' (pen.) Ioan Sabău 84' |       |             | Stadionul Steaua, Boekarest Toeschouwers: 11.013 Scheidsrechter: Hubert Forstinger (AUT) |

|                                                      |                 |       |                  |                                                                                  |
| 2 november 1988 «onderlinge duels» 19:00 uur (UTC+1) | Denemarken      | 1 – 1 | Bulgarije        | Idrætsparken, Kopenhagen Toeschouwers: 34.600 Scheidsrechter: George Smith (SCO) |
| 2 november 1988 «onderlinge duels» 19:00 uur (UTC+1) | Lars Elstrup 8' |       | 39' Ayan Sadakov | Idrætsparken, Kopenhagen Toeschouwers: 34.600 Scheidsrechter: George Smith (SCO) |

|                                                    |             |       |          | |
| 26 april 1989 «onderlinge duels» 20:00 uur (UTC+3) | Griekenland | 0 – 0 | Roemenië | Olympisch Stadion Spyridon Louis, Athene Toeschouwers: 15.000 Scheidsrechter: Aron Schmidhuber (FRG) |
| 26 april 1989 «onderlinge duels» 20:00 uur (UTC+3) |             |       |          | Olympisch Stadion Spyridon Louis, Athene Toeschouwers: 15.000 Scheidsrechter: Aron Schmidhuber (FRG) |

|                                                    |           |                                        |            |                                                                                               |
| 26 april 1989 «onderlinge duels» 18:00 uur (UTC+3) | Bulgarije | 0 – 2                                  | Denemarken | Vasil Levski Nationaal Stadion, Sofia Toeschouwers: 32.189 Scheidsrechter: Alain Delmer (FRA) |
| 26 april 1989 «onderlinge duels» 18:00 uur (UTC+3) |           | 41' Flemming Povlsen 89' Brian Laudrup |            | Vasil Levski Nationaal Stadion, Sofia Toeschouwers: 32.189 Scheidsrechter: Alain Delmer (FRA) |

|                                                  |                      |       |           |                                                                                        |
| 17 mei 1989 «onderlinge duels» 18:00 uur (UTC+3) | Roemenië             | 1 – 0 | Bulgarije | Stadionul Steaua, Boekarest Toeschouwers: 15.000 Scheidsrechter: Sergey Husainov (URS) |
| 17 mei 1989 «onderlinge duels» 18:00 uur (UTC+3) | Gheorghe Popescu 35' |       |           | Stadionul Steaua, Boekarest Toeschouwers: 15.000 Scheidsrechter: Sergey Husainov (URS) |

|                                                  | |       |                     |                                                                                   |
| 17 mei 1989 «onderlinge duels» 19:00 uur (UTC+2) | Denemarken | 7 – 1 | Griekenland         | Idrætsparken, Kopenhagen Toeschouwers: 38.500 Scheidsrechter: Keith Hackett (ENG) |
| 17 mei 1989 «onderlinge duels» 19:00 uur (UTC+2) | Brian Laudrup 25' Jan Bartram 42' Kent Nielsen 54' Flemming Povlsen 56' Kim Vilfort 73' Henrik Andersen 85' Michael Laudrup 89' (pen.) |       | 39' Kostas Mavridis | Idrætsparken, Kopenhagen Toeschouwers: 38.500 Scheidsrechter: Keith Hackett (ENG) |

|                                                      |                                                                                 |       |             |                                                                                       |
| 11 oktober 1989 «onderlinge duels» 18:00 uur (UTC+2) | Bulgarije                                                                       | 4 – 0 | Griekenland | Joeri Gagarinstadion, Varna Toeschouwers: 15.000 Scheidsrechter: Rolf Blattmann (SUI) |
| 11 oktober 1989 «onderlinge duels» 18:00 uur (UTC+2) | Trifon Ivanov 72' Kalin Bankov 76' Bozhidar Iskrenov 79' Christo Stoitsjkov 88' |       |             | Joeri Gagarinstadion, Varna Toeschouwers: 15.000 Scheidsrechter: Rolf Blattmann (SUI) |

|                                                      |                                                        |       |          |                                                                                     |
| 11 oktober 1989 «onderlinge duels» 19:00 uur (UTC+1) | Denemarken                                             | 3 – 0 | Roemenië | Idrætsparken, Kopenhagen Toeschouwers: 45.400 Scheidsrechter: Claude Bouillet (FRA) |
| 11 oktober 1989 «onderlinge duels» 19:00 uur (UTC+1) | Kent Nielsen 4' Brian Laudrup 26' Flemming Povlsen 84' |       |          | Idrætsparken, Kopenhagen Toeschouwers: 45.400 Scheidsrechter: Claude Bouillet (FRA) |

|                                                       |                    |       |           |                                                                                    |
| 15 november 1989 «onderlinge duels» 18:00 uur (UTC+2) | Griekenland        | 1 – 0 | Bulgarije | Olympisch Stadion, Athene Toeschouwers: 1.500 Scheidsrechter: Zoran Petrović (YUG) |
| 15 november 1989 «onderlinge duels» 18:00 uur (UTC+2) | Nikos Nioplias 49' |       |           | Olympisch Stadion, Athene Toeschouwers: 1.500 Scheidsrechter: Zoran Petrović (YUG) |

|                                                       |                                                    |       |                     |                                                                                      |
| 15 november 1989 «onderlinge duels» 14:00 uur (UTC+2) | Roemenië                                           | 3 – 1 | Denemarken          | Stadionul Steaua, Boekarest Toeschouwers: 28.000 Scheidsrechter: Tullio Lanese (ITA) |
| 15 november 1989 «onderlinge duels» 14:00 uur (UTC+2) | Gavril Balint 25' Ioan Sabău 37' Gavril Balint 60' |       | 6' Flemming Povlsen | Stadionul Steaua, Boekarest Toeschouwers: 28.000 Scheidsrechter: Tullio Lanese (ITA) |

### Groep 2
Engeland had een uiterst beroerd EK achter de rug, het verloor alle wedstrijden, de Britse pers eiste het ontslag van Bobby Robson, maar de Britse voetbalbond had nog vertrouwen in hem. Uiteindelijk hadden ze aan een punt genoeg tegen het sterk weggevallen Polen om zich te kwalificeren. De Polen vochten voor hun laatste kans en dankzij een uitblinkende doelman Peter Shilton bereikte Engeland het gelijke spel. Engeland incasseerde zelfs geen enkel doelpunt in deze cyclus. Na een 0-2 zege in hetzelfde Polen plaatste ook Zweden zich voor het WK en plaatste zich voor de eerste keer sinds 1978 voor een international toernooi. Er speelden twee spelers van Ajax in de basis: verdediger Peter Larsson en aanvaller Stefan Pettersson.
| Pos | Land     | Wed | Win | Gel | Ver | DV | DT | +/- | Pnt |
| --- | -------- | --- | --- | --- | --- | -- | -- | --- | --- |
| 1.  | Zweden   | 6   | 4   | 2   | 0   | 9  | 3  | +6  | 10  |
| 2.  | Engeland | 6   | 3   | 3   | 0   | 10 | 0  | +10 | 9   |
| 3.  | Polen    | 6   | 2   | 1   | 3   | 4  | 8  | –4  | 5   |
| 4.  | Albanië  | 6   | 0   | 0   | 6   | 3  | 15 | –12 | 0   |

|                                                      |          |       |        |                                                                                  |
| 19 oktober 1988 «onderlinge duels» 20:00 uur (UTC+1) | Engeland | 0 – 0 | Zweden | Wembley Stadium, Londen Toeschouwers: 65.628 Scheidsrechter: Gérard Biguet (FRA) |
| 19 oktober 1988 «onderlinge duels» 20:00 uur (UTC+1) |          |       |        | Wembley Stadium, Londen Toeschouwers: 65.628 Scheidsrechter: Gérard Biguet (FRA) |

|                                                  |                        |       |         |                                                                                  |
| 19 oktober 1988 «onderlinge duels» 17:00 (UTC+1) | Polen                  | 1 – 0 | Albanië | Śląskistadion, Chorzów Toeschouwers: 30.000 Scheidsrechter: Mircea Salomir (ROU) |
| 19 oktober 1988 «onderlinge duels» 17:00 (UTC+1) | Krzysztof Warzycha 78' |       |         | Śląskistadion, Chorzów Toeschouwers: 30.000 Scheidsrechter: Mircea Salomir (ROU) |

|                                                      |                |       |                                       |                                                                                     |
| 5 november 1988 «onderlinge duels» 14:30 uur (UTC+1) | Albanië        | 1 – 2 | Zweden                                | Qemal Stafastadion, Tirana Toeschouwers: 10.233 Scheidsrechter: Yusuf Namoğlu (TUR) |
| 5 november 1988 «onderlinge duels» 14:30 uur (UTC+1) | Ylli Shehu 33' |       | 68' Hans Holmquist 71' Johnny Ekström | Qemal Stafastadion, Tirana Toeschouwers: 10.233 Scheidsrechter: Yusuf Namoğlu (TUR) |

|                                                   |         |                                  |          |                                                                                         |
| 8 maart 1989 «onderlinge duels» 15:00 uur (UTC+1) | Albanië | 0 – 2                            | Engeland | Qemal Stafastadion, Tirana Toeschouwers: 25.000 Scheidsrechter: John Blankenstein (NED) |
| 8 maart 1989 «onderlinge duels» 15:00 uur (UTC+1) |         | 16' John Barnes 63' Bryan Robson |          | Qemal Stafastadion, Tirana Toeschouwers: 25.000 Scheidsrechter: John Blankenstein (NED) |

|                                                    |                                                                                             |       |         |                                                                                |
| 26 april 1989 «onderlinge duels» 20:00 uur (UTC+1) | Engeland                                                                                    | 5 – 0 | Albanië | Wembley Stadium, Londen Toeschouwers: 60.602 Scheidsrechter: Einar Halle (NOR) |
| 26 april 1989 «onderlinge duels» 20:00 uur (UTC+1) | Gary Lineker 7' Peter Beardsley 12' Peter Beardsley 64' Chris Waddle 72' Paul Gascoigne 88' |       |         | Wembley Stadium, Londen Toeschouwers: 60.602 Scheidsrechter: Einar Halle (NOR) |

|                                             |                                  |       |                         |                                                                                         |
| 7 mei 1989 «onderlinge duels» 18:00 (UTC+2) | Zweden                           | 2 – 1 | Polen                   | Råsundastadion, Stockholm Toeschouwers: 35.000 Scheidsrechter: Kurt Röthlisberger (SUI) |
| 7 mei 1989 «onderlinge duels» 18:00 (UTC+2) | Roger Ljung 77' Niclas Nylén 90' |       | 87' Ryszard Tarasiewicz | Råsundastadion, Stockholm Toeschouwers: 35.000 Scheidsrechter: Kurt Röthlisberger (SUI) |

|                                                  |                                                |       |       |                                                                                  |
| 3 juni 1989 «onderlinge duels» 15:00 uur (UTC+1) | Engeland                                       | 3 – 0 | Polen | Wembley Stadium, Londen Toeschouwers: 69.203 Scheidsrechter: Luigi Agnolin (ITA) |
| 3 juni 1989 «onderlinge duels» 15:00 uur (UTC+1) | Gary Lineker 24' John Barnes 69' Neil Webb 82' |       |       | Wembley Stadium, Londen Toeschouwers: 69.203 Scheidsrechter: Luigi Agnolin (ITA) |

|                                                       |        |       |          |                                                                                    |
| 6 september 1989 «onderlinge duels» 19:00 uur (UTC+2) | Zweden | 0 – 0 | Engeland | Råsundastadion, Solna Toeschouwers: 38.588 Scheidsrechter: Hubert Forstinger (AUT) |
| 6 september 1989 «onderlinge duels» 19:00 uur (UTC+2) |        |       |          | Råsundastadion, Solna Toeschouwers: 38.588 Scheidsrechter: Hubert Forstinger (AUT) |

|                                                     |                                                        |       |                        |                                                                               |
| 8 oktober 1989 «onderlinge duels» 15:00 uur (UTC+1) | Zweden                                                 | 3 – 1 | Albanië                | Råsundastadion, Solna Toeschouwers: 32.423 Scheidsrechter: Alder Santos (POR) |
| 8 oktober 1989 «onderlinge duels» 15:00 uur (UTC+1) | Mats Magnusson 20' Klas Ingesson 55' Leif Engqvist 89' |       | 8' (pen.) Sokol Kushta | Råsundastadion, Solna Toeschouwers: 32.423 Scheidsrechter: Alder Santos (POR) |

|                                                      |       |       |          |                                                                                          |
| 11 oktober 1989 «onderlinge duels» 17:00 uur (UTC+1) | Polen | 0 – 0 | Engeland | Śląskistadion, Chorzów Toeschouwers: 32.423 Scheidsrechter: Emilio Soriano Aladrén (ESP) |
| 11 oktober 1989 «onderlinge duels» 17:00 uur (UTC+1) |       |       |          | Śląskistadion, Chorzów Toeschouwers: 32.423 Scheidsrechter: Emilio Soriano Aladrén (ESP) |

|                                                  |       |                                            |        |                                                                                  |
| 25 oktober 1989 «onderlinge duels» 17:00 (UTC+1) | Polen | 0 – 2                                      | Zweden | Śląskistadion, Chorzów Toeschouwers: 12.000 Scheidsrechter: Wieland Ziller (GDR) |
| 25 oktober 1989 «onderlinge duels» 17:00 (UTC+1) |       | 35' (pen.) Peter Larsson 60' Johny Ekström |        | Śląskistadion, Chorzów Toeschouwers: 12.000 Scheidsrechter: Wieland Ziller (GDR) |

|                                                   |                  |       |                                          |                                                                                    |
| 15 november 1989 «onderlinge duels» 14:00 (UTC+1) | Albanië          | 1 – 2 | Polen                                    | Qemal Stafastadion, Tirana Toeschouwers: 10.000 Scheidsrechter: George Smith (SCO) |
| 15 november 1989 «onderlinge duels» 14:00 (UTC+1) | Sokol Kushta 63' |       | 45' Ryszard Tarasiewicz 83' Jacek Ziober | Qemal Stafastadion, Tirana Toeschouwers: 10.000 Scheidsrechter: George Smith (SCO) |

### Groep 3
De Sovjet-Unie plaatste zich zonder veel problemen voor het WK in een vrij zwakke groep, toch ontstonden scheuren in de homogene Oekraïense ploeg. Na het EK in 1988 en dankzij de perestrojka-politiek van Michail Gorbatsjov vertrokken veel spelers naar het westen, maar de meeste spelers konden niet aarden. Middenvelder-strateeg Oleksandr Zavarov en doelman Rinat Dasajev stelden teleur bij hun clubs respectievelijk FC Juventus en Sevilla FC. Het schrijnendste voorbeeld was aanvaller Ihor Bjelanov, die zo ongelukkig was bij Borussia Mönchengladbach dat zijn vrouw werd gearresteerd vanwege winkeldiefstal.
De andere vier landen hadden alle kans op de tweede ticket, omdat alle ploegen niet sterk genoeg waren. Oost-Duitsland verloor twee keer met 2-0 van het al jaren niets presterende Turkije, terwijl Turkije drie punten verloor aan IJsland. Opvallendste speler bij Turkije was Tanju Çolak, die vijf keer scoorde in deze cyclus en zijn team Galatasaray leidde naar de halve finales van de Europa Cup der Landskampioenen. Het wisselvallige Turkije was kansloos na een nederlaag tegen de Sovjet-Unie op de laatste speeldag.
Op de voorlaatste speeldag verloor Oostenrijk met 3-0 van Turkije en omdat Oost-Duitsland met 2-1 won van de Sovjet-Unie had Oost-Duitsland genoeg aan een gelijkspel in Wenen om zich te kwalificeren. 
Een week voor de wedstrijd viel de Berlijnse Muur en dat verstoorde de voorbereiding op het duel. De talentrijke selectie werd gek gemaakt door makelaars, die allemaal vette contracten aanboden aan de spelers. Oost-Duitsland was totaal niet bezig met voetbal en een niet bepaald sterk Oostenrijk profiteerde: 3-0 door drie treffers van Toni Polster. Een jaar later hief Oost-Duitsland zichzelf op als land, Duitsland werd weer één land en spelers als Thomas Doll, Matthias Sammer en Ulf Kirsten haalden ook het Duitse elftal.
| Pos | Land                           | Wed | Win | Gel | Ver | DV | DT | +/- | Pnt |
| --- | ------------------------------ | --- | --- | --- | --- | -- | -- | --- | --- |
| 1.  | Sovjet-Unie                    | 8   | 4   | 3   | 1   | 11 | 4  | +7  | 11  |
| 2.  | Oostenrijk                     | 8   | 3   | 3   | 2   | 9  | 9  | 0   | 9   |
| 3.  | Turkije                        | 8   | 3   | 1   | 4   | 12 | 10 | +2  | 7   |
| 4.  | Duitse Democratische Republiek | 8   | 3   | 1   | 4   | 9  | 13 | –4  | 7   |
| 5.  | IJsland                        | 8   | 1   | 4   | 3   | 6  | 11 | –5  | 6   |

|                                                 |                         |       |                          |                                                                                   |
| 31 augustus 1988 «onderlinge duels» 18:00 (UTC) | IJsland                 | 1 – 1 | Sovjet-Unie              | Laugardalsvöllur, Reykjavik Toeschouwers: 7.982 Scheidsrechter: Alan Snoddy (NIR) |
| 31 augustus 1988 «onderlinge duels» 18:00 (UTC) | Sigurður Grétarsson 11' |       | 75' Hennadiy Lytovchenko | Laugardalsvöllur, Reykjavik Toeschouwers: 7.982 Scheidsrechter: Alan Snoddy (NIR) |

|                                                  |                  |       |                        |                                                                                         |
| 12 oktober 1988 «onderlinge duels» 14:30 (UTC+2) | Turkije          | 1 – 1 | IJsland                | BJK Inönüstadion, Istanbul Toeschouwers: 25.680 Scheidsrechter: Ovadia Ben Itzhak (ISR) |
| 12 oktober 1988 «onderlinge duels» 14:30 (UTC+2) | Ünal Karaman 73' |       | 63' Guðmundur Torfason | BJK Inönüstadion, Istanbul Toeschouwers: 25.680 Scheidsrechter: Ovadia Ben Itzhak (ISR) |

|                                                      |                                                  |       |            |                                                                                  |
| 19 oktober 1988 «onderlinge duels» 19:00 uur (UTC+3) | Sovjet-Unie                                      | 2 – 0 | Oostenrijk | Republican Stadion, Kiev Toeschouwers: 95.000 Scheidsrechter: Rune Larsson (SWE) |
| 19 oktober 1988 «onderlinge duels» 19:00 uur (UTC+3) | Oleksii Mykhaylychenko 46' Oleksandr Zavarov 68' |       |            | Republican Stadion, Kiev Toeschouwers: 95.000 Scheidsrechter: Rune Larsson (SWE) |

|                                                  |                                   |       |         | |
| 19 oktober 1988 «onderlinge duels» 17:00 (UTC+1) | DDR                               | 2 – 0 | IJsland | Friedrich-Ludwig-Jahn-Sportpark, Oost-Berlijn Toeschouwers: 12.300 Scheidsrechter: Einar Halle (NOR) |
| 19 oktober 1988 «onderlinge duels» 17:00 (UTC+1) | Andreas Thom 34' Andreas Thom 89' |       |         | Friedrich-Ludwig-Jahn-Sportpark, Oost-Berlijn Toeschouwers: 12.300 Scheidsrechter: Einar Halle (NOR) |

|                                                      |                                                        |       |                                 |                                                                               |
| 2 november 1988 «onderlinge duels» 19:00 uur (UTC+1) | Oostenrijk                                             | 3 – 2 | Turkije                         | Praterstadion, Wenen Toeschouwers: 21.346 Scheidsrechter: Tullio Lanese (ITA) |
| 2 november 1988 «onderlinge duels» 19:00 uur (UTC+1) | Toni Polster 38' Andreas Herzog 42' Andreas Herzog 54' |       | 61' Feyyaz Uçar 81' Tanju Çolak | Praterstadion, Wenen Toeschouwers: 21.346 Scheidsrechter: Tullio Lanese (ITA) |

|                                                   |                                                |       |                  |                                                                                    |
| 30 november 1988 «onderlinge duels» 14:00 (UTC+2) | Turkije                                        | 3 – 1 | DDR              | BJK Inönüstadion, Istanbul Toeschouwers: 42.000 Scheidsrechter: Lajos Nemeth (HUN) |
| 30 november 1988 «onderlinge duels» 14:00 (UTC+2) | Tanju Çolak 24' Tanju Çolak 65' Oğuz Çetin 70' |       | 76' Andreas Thom | BJK Inönüstadion, Istanbul Toeschouwers: 42.000 Scheidsrechter: Lajos Nemeth (HUN) |

|                                                |     |                                   |         |                                                                                         |
| 12 april 1989 «onderlinge duels» 17:00 (UTC+2) | DDR | 0 – 2                             | Turkije | Ernst Grubestadion, Maagdenburg Toeschouwers: 23.000 Scheidsrechter: Jan Damgaard (DEN) |
| 12 april 1989 «onderlinge duels» 17:00 (UTC+2) |     | 21' Tanju Çolak 87' Rıdvan Dilmen |         | Ernst Grubestadion, Maagdenburg Toeschouwers: 23.000 Scheidsrechter: Jan Damgaard (DEN) |

|                                                |                                                               |       |     |                                                                                   |
| 26 april 1989 «onderlinge duels» 19:00 (UTC+4) | Sovjet-Unie                                                   | 3 – 0 | DDR | Republican Stadion, Kiev Toeschouwers: 100.000 Scheidsrechter: Kenneth Hope (SCO) |
| 26 april 1989 «onderlinge duels» 19:00 (UTC+4) | Igor Dobrovolski 3' Gennady Litovchenko 20' Oleh Protasov 40' |       |     | Republican Stadion, Kiev Toeschouwers: 100.000 Scheidsrechter: Kenneth Hope (SCO) |

|                                                  |         |                            |             |                                                                                      |
| 10 mei 1989 «onderlinge duels» 16:00 uur (UTC+3) | Turkije | 0 – 1                      | Sovjet-Unie | BJK Inönüstadion, Istanbul Toeschouwers: 34.553 Scheidsrechter: Michel Vautrot (FRA) |
| 10 mei 1989 «onderlinge duels» 16:00 uur (UTC+3) |         | 41' Oleksii Mykhaylychenko |             | BJK Inönüstadion, Istanbul Toeschouwers: 34.553 Scheidsrechter: Michel Vautrot (FRA) |

|                                              |                 |       |                 |                                                                                        |
| 20 mei 1981 «onderlinge duels» 20:00 (UTC+2) | DDR             | 1 – 1 | Oostenrijk      | Zentralstadion, Leipzig Toeschouwers: 22.000 Scheidsrechter: Alphonse Constantin (BEL) |
| 20 mei 1981 «onderlinge duels» 20:00 (UTC+2) | Ulf Kirsten 87' |       | 3' Toni Polster | Zentralstadion, Leipzig Toeschouwers: 22.000 Scheidsrechter: Alphonse Constantin (BEL) |

|                                              |                      |       |                       |                                                                                        |
| 31 mei 1989 «onderlinge duels» 19:00 (UTC+4) | Sovjet-Unie          | 1 – 1 | IJsland               | Centraal Leninstadion, Moskou Toeschouwers: 60.654 Scheidsrechter: Timo Keltonen (FIN) |
| 31 mei 1989 «onderlinge duels» 19:00 (UTC+4) | Igor Dobrovolski 65' |       | 86' Halldór Áskelsson | Centraal Leninstadion, Moskou Toeschouwers: 60.654 Scheidsrechter: Timo Keltonen (FIN) |

|                                             |         |       |            |                                                                                    |
| 14 juni 1989 «onderlinge duels» 20:00 (UTC) | IJsland | 0 – 0 | Oostenrijk | Laugardalsvöllur, Reykjavik Toeschouwers: 10.535 Scheidsrechter: Howard King (WAL) |
| 14 juni 1989 «onderlinge duels» 20:00 (UTC) |         |       |            | Laugardalsvöllur, Reykjavik Toeschouwers: 10.535 Scheidsrechter: Howard King (WAL) |

|                                                   |                                          |       |                        |                                                                                     |
| 23 augustus 1989 «onderlinge duels» 19:00 (UTC+2) | Oostenrijk                               | 2 – 1 | IJsland                | Lehenerstadion, Salzburg Toeschouwers: 16.000 Scheidsrechter: Peter Mikkelsen (DEN) |
| 23 augustus 1989 «onderlinge duels» 19:00 (UTC+2) | Heimo Pfeifenberger 48' Manfred Zsak 62' |       | 49' Ragnar Margeirsson | Lehenerstadion, Salzburg Toeschouwers: 16.000 Scheidsrechter: Peter Mikkelsen (DEN) |

|                                                       |            |       |             |                                                                               |
| 6 september 1989 «onderlinge duels» 19:30 uur (UTC+2) | Oostenrijk | 0 – 0 | Sovjet-Unie | Praterstadion, Wenen Toeschouwers: 62.500 Scheidsrechter: Keith Hackett (ENG) |
| 6 september 1989 «onderlinge duels» 19:30 uur (UTC+2) |            |       |             | Praterstadion, Wenen Toeschouwers: 62.500 Scheidsrechter: Keith Hackett (ENG) |

|                                                 |         |                                                      |     |                                                                                    |
| 6 september 1989 «onderlinge duels» 18:00 (UTC) | IJsland | 0 – 3                                                | DDR | Laugardalsvöllur, Reykjavik Toeschouwers: 7.500 Scheidsrechter: Keith Cooper (WAL) |
| 6 september 1989 «onderlinge duels» 18:00 (UTC) |         | 55' Matthias Sammer 63' Rainer Ernst 65' Thomas Doll |     | Laugardalsvöllur, Reykjavik Toeschouwers: 7.500 Scheidsrechter: Keith Cooper (WAL) |

|                                                  |                                         |       |                 |                                                                                          |
| 20 september 1989 «onderlinge duels» 17:30 (UTC) | IJsland                                 | 2 – 1 | Turkije         | Laugardalsvöllur, Reykjavik Toeschouwers: 3.451 Scheidsrechter: José Pérez Sánchez (ESP) |
| 20 september 1989 «onderlinge duels» 17:30 (UTC) | Pétur Pétursson 53' Pétur Pétursson 69' |       | 85' Feyyaz Uçar | Laugardalsvöllur, Reykjavik Toeschouwers: 3.451 Scheidsrechter: José Pérez Sánchez (ESP) |

|                                                 |                                      |       |                         |                                                                                            |
| 8 oktober 1989 «onderlinge duels» 15:00 (UTC+1) | DDR                                  | 2 – 1 | Sovjet-Unie             | Ernst Thälmannstadion, Karl-Marx-Stadt Toeschouwers: 15.900 Scheidsrechter: Bo Helen (SWE) |
| 8 oktober 1989 «onderlinge duels» 15:00 (UTC+1) | Andreas Thom 81' Matthias Sammer 82' |       | 74' Gennady Litovchenko | Ernst Thälmannstadion, Karl-Marx-Stadt Toeschouwers: 15.900 Scheidsrechter: Bo Helen (SWE) |

|                                                      |                                                     |       |         |                                                                                      |
| 25 oktober 1989 «onderlinge duels» 14:30 uur (UTC+2) | Oostenrijk                                          | 3 – 0 | Turkije | Ali Sami Yenstadion, Istanbul Toeschouwers: 33.465 Scheidsrechter: Jozef Marko (TCH) |
| 25 oktober 1989 «onderlinge duels» 14:30 uur (UTC+2) | Rıdvan Dilmen 15' Rıdvan Dilmen 53' Feyyaz Uçar 62' |       |         | Ali Sami Yenstadion, Istanbul Toeschouwers: 33.465 Scheidsrechter: Jozef Marko (TCH) |

|                                                       |                                            |       |         |                                                                                          |
| 15 november 1989 «onderlinge duels» 19:00 uur (UTC+3) | Sovjet-Unie                                | 2 – 0 | Turkije | RSC Lokomotivstadion, Simferopol Toeschouwers: 28.000 Scheidsrechter: Dieter Pauly (DDR) |
| 15 november 1989 «onderlinge duels» 19:00 uur (UTC+3) | Oleh Protasov 68' Gökhan Keskin 79' (e.d.) |       |         | RSC Lokomotivstadion, Simferopol Toeschouwers: 28.000 Scheidsrechter: Dieter Pauly (DDR) |

|                                                   |                                                          |       |     |                                                                              |
| 15 november 1989 «onderlinge duels» 18:00 (UTC+1) | Oostenrijk                                               | 3 – 0 | DDR | Praterstadion, Wenen Toeschouwers: 55.000 Scheidsrechter: Piotr Werner (POL) |
| 15 november 1989 «onderlinge duels» 18:00 (UTC+1) | Toni Polster 2' Toni Polster 23' (pen.) Toni Polster 61' |       |     | Praterstadion, Wenen Toeschouwers: 55.000 Scheidsrechter: Piotr Werner (POL) |

### Groep 4
Nederland was de kersverse Europese kampioen, coach Rinus Michels vertrok naar Bayer Leverkusen en werd opgevolgd door Thijs Libregts. Voor het EK sprak aanvoerder Ruud Gullit al zijn ongenoegen uit over de benoeming, omdat Libregts in zijn tijd als coach van Feyenoord in een interview refereerde aan de huidskleur van zijn toenmalige speler. Libregts bezat niet het charisma van Michels en had als coach alleen een landstitel bij Feyenoord veroverd, hetgeen vooral als een verdienste van Johan Cruijff en dezelfde Gullit werd beschouwd. 
Nederland won de eerste wedstrijd van Wales met 1-0 door een laat doelpunt van Gullit. Zonder de geblesseerde Gullit trad men in de tweede wedstrijd tegen uitgerekend West-Duitsland aan. West-Duitsland werd op het eigen EK verslagen door Nederland, hetgeen tot veel leedvermaak in Nederland leidde. Heel Duitsland zon op wraak, speelde beter dan Nederland, maar kwam niet verder dan een bal op de lat van Olaf Thon.
In de return was Gullit opnieuw geblesseerd evenals Jan Wouters en Hans van Breukelen. Nederland speelde opnieuw een moeizame wedstrijd. West-Duitsland kwam op een 1-0 voorsprong door een doelpunt van Karl-Heinz Riedle en kreeg volop kansen op meer doelpunten. Vlak voor tijd benutte Marco van Basten de enige kans voor Nederland na sterk werk van invaller René Eijkelkamp. na afloop van de wedstrijd leverde Gullit felle kritiek op de tactiek van Libregts. In een rellerige sfeer vertrok Nederland naar Finland, waar het team weer moeizaam opereerde. Libregts werd gered door uitgerekend de half geblesseerde Ruud Gullit, die inviel en via een uitstekende individuele actie Wim Kieft bediende: 1-0.
Na deze wedstrijd vond overleg plaats tussen Libregts, Gullit, van Basten en het bondsbestuur (waar inmiddels ook Rinus Michels was toegetreden) om de gelederen gesloten te houden.
Nederland won de resterende wedstrijden en was geplaatst voor het WK. Na de kwalificatie barstte het tumult weer los, de spelers gaven hun vertrouwen in Libregts op en in een rechtszaak werd Libregts contract ontbonden. Michels gaf de spelers drie alternatieven aan om de nieuwe coach te worden: Johan Cruijff, Leo Beenhakker en Aad de Mos, de meerderheid van de spelers koos voor Cruijff. Michels zag daar zelf vanaf vanwege (zeer waarschijnlijk) persoonlijke redenen en benoemde Beenhakker als interim-coach op het WK. Met name van Basten was furieus over deze actie en het gekrakeel ging tot het WK verder.
West-Duitsland plaatste zich als tweede voor het WK, in de beslissende wedstrijd werd Wales met 2-1 verslagen. Na het teleurstellende EK kregen meer technische spelers als Thomas Häßler en Andy Möller een kans, vooral op het middenveld maakte Duitsland een sterke indruk. Lothar Matthäus en Andreas Brehme vertrokken na het EK naar Inter Milan en werden daar kampioen. Het seizoen daarna vertrok Jürgen Klinsmann ook naar Inter, waardoor bij Inter Milan drie Duitsers onder contract had en aartsrivaal AC Milan drie Nederlanders (van Basten, Gullit en Rijkaard.
| Pos | Land           | Wed | Win | Gel | Ver | DV | DT | +/- | Pnt |
| --- | -------------- | --- | --- | --- | --- | -- | -- | --- | --- |
| 1.  | Nederland      | 6   | 4   | 2   | 0   | 8  | 2  | +6  | 10  |
| 2.  | West-Duitsland | 6   | 3   | 3   | 0   | 13 | 3  | +10 | 9   |
| 3.  | Finland        | 6   | 1   | 1   | 4   | 4  | 16 | –12 | 3   |
| 4.  | Wales          | 6   | 0   | 2   | 4   | 4  | 8  | –4  | 2   |

|                                                   |         |                                                                          |                |                                                                                     |
| 31 augustus 1988 «onderlinge duels» 20:00 (UTC+3) | Finland | 0 – 4                                                                    | West-Duitsland | Olympisch Stadion, Helsinki Toeschouwers: 31.693 Scheidsrechter: Vadzim Zjoek (SUI) |
| 31 augustus 1988 «onderlinge duels» 20:00 (UTC+3) |         | 6' Rudi Völler 15' Rudi Völler 52' Lothar Matthäus 86' Karl-Heinz Riedle |                | Olympisch Stadion, Helsinki Toeschouwers: 31.693 Scheidsrechter: Vadzim Zjoek (SUI) |

|                                                        |                 |       |       |                                                                                      |
| 14 september 1988 «onderlinge duels» 20:15 uur (UTC+2) | Nederland       | 1 – 0 | Wales | Olympisch Stadion, Amsterdam Toeschouwers: 58.000 Scheidsrechter: Jan Damgaard (DEN) |
| 14 september 1988 «onderlinge duels» 20:15 uur (UTC+2) | Ruud Gullit 82' |       |       | Olympisch Stadion, Amsterdam Toeschouwers: 58.000 Scheidsrechter: Jan Damgaard (DEN) |

|                                                  |                                                  |       |                                      |                                                                                     |
| 19 oktober 1988 «onderlinge duels» 19:30 (UTC+1) | Wales                                            | 2 – 2 | Finland                              | Vetch Field, Swansea Toeschouwers: 9.603 Scheidsrechter: Gudmundur Haraldsson (ISL) |
| 19 oktober 1988 «onderlinge duels» 19:30 (UTC+1) | Dean Saunders 24' (pen.) Aki Lahtinen 40' (e.d.) |       | 9' Kari Ukkonen 44' Mixu Paatelainen | Vetch Field, Swansea Toeschouwers: 9.603 Scheidsrechter: Gudmundur Haraldsson (ISL) |

|                                                      |                |       |           |                                                                                  |
| 19 oktober 1988 «onderlinge duels» 20:15 uur (UTC+1) | West-Duitsland | 0 – 0 | Nederland | Olympiastadion, München Toeschouwers: 73.312 Scheidsrechter: Pietro D`Elia (ITA) |
| 19 oktober 1988 «onderlinge duels» 20:15 uur (UTC+1) |                |       |           | Olympiastadion, München Toeschouwers: 73.312 Scheidsrechter: Pietro D`Elia (ITA) |

|                                                    |                      |       |                       |                                                                                |
| 26 april 1989 «onderlinge duels» 20:15 uur (UTC+2) | Nederland            | 1 – 1 | West-Duitsland        | De Kuip, Rotterdam Toeschouwers: 50.500 Scheidsrechter: Erik Fredriksson (SWE) |
| 26 april 1989 «onderlinge duels» 20:15 uur (UTC+2) | Marco van Basten 88' |       | 68' Karl-Heinz Riedle | De Kuip, Rotterdam Toeschouwers: 50.500 Scheidsrechter: Erik Fredriksson (SWE) |

|                                                  |       |       |                |                                                                                      |
| 31 mei 1989 «onderlinge duels» 19:00 uur (UTC+1) | Wales | 0 – 0 | West-Duitsland | Cardiff Arms Park, Cardiff Toeschouwers: 30.000 Scheidsrechter: Carlos Valente (POR) |
| 31 mei 1989 «onderlinge duels» 19:00 uur (UTC+1) |       |       |                | Cardiff Arms Park, Cardiff Toeschouwers: 30.000 Scheidsrechter: Carlos Valente (POR) |

|                                              |         |               |           |                                                                                     |
| 31 mei 1989 «onderlinge duels» 19:00 (UTC+3) | Finland | 0 – 1         | Nederland | Olympisch Stadion, Helsinki Toeschouwers: 46.217 Scheidsrechter: Piotr Werner (POL) |
| 31 mei 1989 «onderlinge duels» 19:00 (UTC+3) |         | 87' Wim Kieft |           | Olympisch Stadion, Helsinki Toeschouwers: 46.217 Scheidsrechter: Piotr Werner (POL) |

|                                                   |                   |       |       |                                                                                          |
| 6 september 1989 «onderlinge duels» 19:00 (UTC+3) | Finland           | 1 – 0 | Wales | Olympisch Stadion, Helsinki Toeschouwers: 7.483 Scheidsrechter: Siegfried Kirschen (GDR) |
| 6 september 1989 «onderlinge duels» 19:00 (UTC+3) | Mika Lipponen 51' |       |       | Olympisch Stadion, Helsinki Toeschouwers: 7.483 Scheidsrechter: Siegfried Kirschen (GDR) |

|                                                 | |       |                   |                                                                                   |
| 4 oktober 1989 «onderlinge duels» 20:15 (UTC+1) | West-Duitsland | 6 – 1 | Finland           | Westfalenstadion, Dortmund Toeschouwers: 40.000 Scheidsrechter: Alan Snoddy (NIR) |
| 4 oktober 1989 «onderlinge duels» 20:15 (UTC+1) | Andreas Möller 12' Pierre Littbarski 47' Jürgen Klinsmann 53' Rudi Völler 62' Andreas Möller 80' Lothar Matthäus 84' (pen.) |       | 72' Mika Lipponen | Westfalenstadion, Dortmund Toeschouwers: 40.000 Scheidsrechter: Alan Snoddy (NIR) |

|                                                      |                |       |                                   |                                                                                  |
| 11 oktober 1989 «onderlinge duels» 19:30 uur (UTC+1) | Wales          | 1 – 2 | Nederland                         | Racecourse Ground, Wrexham Toeschouwers: 9.025 Scheidsrechter: Helmut Kohl (AUT) |
| 11 oktober 1989 «onderlinge duels» 19:30 uur (UTC+1) | Mark Bowen 89' |       | 13' Graeme Rutjes 79' John Bosman | Racecourse Ground, Wrexham Toeschouwers: 9.025 Scheidsrechter: Helmut Kohl (AUT) |

|                                                   |                                                           |       |         |                                                                           |
| 15 november 1989 «onderlinge duels» 20:00 (UTC+1) | Nederland                                                 | 3 – 0 | Finland | De Kuip, Rotterdam Toeschouwers: 49.500 Scheidsrechter: Egil Nervik (NOR) |
| 15 november 1989 «onderlinge duels» 20:00 (UTC+1) | John Bosman 57' Erwin Koeman 62' Ronald Koeman 69' (pen.) |       |         | De Kuip, Rotterdam Toeschouwers: 49.500 Scheidsrechter: Egil Nervik (NOR) |

|                                                       |                                   |       |                   |                                                                                         |
| 15 november 1989 «onderlinge duels» 20:00 uur (UTC+1) | West-Duitsland                    | 2 – 1 | Wales             | Müngersdorfer Stadion, Keulen Toeschouwers: 60.300 Scheidsrechter: Michel Vautrot (FRA) |
| 15 november 1989 «onderlinge duels» 20:00 uur (UTC+1) | Rudi Völler 27' Thomas Häßler 48' |       | 11' Malcolm Allen | Müngersdorfer Stadion, Keulen Toeschouwers: 60.300 Scheidsrechter: Michel Vautrot (FRA) |

### Groep 5
Het Franse voetbal zat in een zware crisis na de succesvolle periode rond Michel Platini. "Les bleus" begonnen met een gelukkige overwinning tegen Noorwegen dankzij een omstreden strafschop, benut door Jean-Pierre Papin. Na een blamerend gelijkspel op Cyprus werd coach Henri Michel ontslagen en vervangen door Platini himself. Het hielp niet echt, want na nederlagen tegen Joegoslavië (3-2), Schotland (2-0) en gelijke spelen tegen Joegoslavië en Noorwegen was de situatie rond het Franse elftal hopeloos.
Schotland had geen groots elftal, maar had met negen punten uit vijf wedstrijden een ruime voorsprong op Frankrijk, Mo Johstone maakte zes doelpunten in deze wedstrijden. Schotland had nog één punt nodig zich te kwalificeren voor het WK, maar na een 0-1 voorsprong in de eerste helft tegen Joegoslavië werd Schotland in de tweede helft weggespeeld: 3-1. Na een 3-0 nederlaag tegen Frankrijk, hadden de Schotten nog steeds genoeg aan een gelijkspel in de thuiswedstrijd tegen Noorwegen. Schotland kwam op voorsprong door Ally McCoist, maar na een late gelijkmaker van de Noren kregen de Schotten het nog benauwd. Uiteindelijk had Schotland maar één punt meer dan Frankrijk.
Joegoslavië had voor de eerste keer in jaren een goed presterend elftal met veel technisch jonge spelers. Het land was al in 1987 jeugdwereldkampioen geworden in Chili met de Kroaat Robert Prosinečki als beste speler. Grote man in dit elftal was de Serviër Dragan Stojković, die dankzij spectaculaire acties en doelpunten gevolgd werd door diverse westerse topclubs. Zowel Servië als Kroatië hadden een uitstekende lichting, aangevuld met de geroutineerde Bosniër Safet Sušić en de Sloveen Srečko Katanec, het zou de laatste keer zijn dat Joegoslavië aantrad als een verenigd land en het land werd gezien als een outsider voor de titel.
| Pos | Land        | Wed | Win | Gel | Ver | DV | DT | +/- | Pnt |
| --- | ----------- | --- | --- | --- | --- | -- | -- | --- | --- |
| 1.  | Joegoslavië | 8   | 6   | 2   | 0   | 16 | 6  | +10 | 14  |
| 2.  | Schotland   | 8   | 4   | 2   | 2   | 12 | 12 | 0   | 10  |
| 3.  | Frankrijk   | 8   | 3   | 3   | 2   | 10 | 7  | +3  | 9   |
| 4.  | Noorwegen   | 8   | 2   | 2   | 4   | 10 | 9  | +1  | 6   |
| 5.  | Cyprus      | 8   | 0   | 1   | 7   | 6  | 20 | –14 | 1   |

|                                                        |                      |       |                                 |                                                                                |
| 14 september 1988 «onderlinge duels» 19:00 uur (UTC+2) | Noorwegen            | 1 – 2 | Schotland                       | Ullevaalstadion, Oslo Toeschouwers: 22.769 Scheidsrechter: Luigi Agnolin (ITA) |
| 14 september 1988 «onderlinge duels» 19:00 uur (UTC+2) | Jan Åge Fjørtoft 44' |       | 14' Paul McStay 62' Mo Johnston | Ullevaalstadion, Oslo Toeschouwers: 22.769 Scheidsrechter: Luigi Agnolin (ITA) |

|                                                    |                              |       |           |                                                                                       |
| 28 september 1988 «onderlinge duels» 20:30 (UTC+2) | Frankrijk                    | 1 – 0 | Noorwegen | Parc des Princes, Parijs Toeschouwers: 22.000 Scheidsrechter: Günther Habermann (GDR) |
| 28 september 1988 «onderlinge duels» 20:30 (UTC+2) | Jean-Pierre Papin 84' (pen.) |       |           | Parc des Princes, Parijs Toeschouwers: 22.000 Scheidsrechter: Günther Habermann (GDR) |

|                                                      |                 |       |                    |                                                                                        |
| 19 oktober 1988 «onderlinge duels» 20:00 uur (UTC+1) | Schotland       | 1 – 1 | Joegoslavië        | Hampden Park, Glasgow Toeschouwers: 42.771 Scheidsrechter: Karl-Heinz Tritschler (FRG) |
| 19 oktober 1988 «onderlinge duels» 20:00 uur (UTC+1) | Mo Johnston 19' |       | 37' Srećko Katanec | Hampden Park, Glasgow Toeschouwers: 42.771 Scheidsrechter: Karl-Heinz Tritschler (FRG) |

|                                                  |                          |       |                   |                                                                                          |
| 22 oktober 1988 «onderlinge duels» 20:00 (UTC+2) | Cyprus                   | 1 – 1 | Frankrijk         | Makariostadion, Nicosia Toeschouwers: 2.700 Scheidsrechter: Emilio Soriano Aladrén (ESP) |
| 22 oktober 1988 «onderlinge duels» 20:00 (UTC+2) | Pambos Pittas 78' (pen.) |       | 44' Daniel Xuereb | Makariostadion, Nicosia Toeschouwers: 2.700 Scheidsrechter: Emilio Soriano Aladrén (ESP) |

|                                                      |        |                                                       |           |                                                                                   |
| 2 november 1988 «onderlinge duels» 18:00 uur (UTC+2) | Cyprus | 0 – 3                                                 | Noorwegen | Tsirionstadion, Limasol Toeschouwers: 7.767 Scheidsrechter: Edgar Azzopardi (MLT) |
| 2 november 1988 «onderlinge duels» 18:00 uur (UTC+2) |        | 57' Gøran Sørloth 78' Gøran Sørloth 90' Kjetil Osvold |           | Tsirionstadion, Limasol Toeschouwers: 7.767 Scheidsrechter: Edgar Azzopardi (MLT) |

|                                                   |                                                         |       |                                      |                                                                                      |
| 19 november 1988 «onderlinge duels» 19:00 (UTC+1) | Joegoslavië                                             | 3 – 2 | Frankrijk                            | Partizanstadion, Belgrado Toeschouwers: 7.489 Scheidsrechter: Erik Fredriksson (SWE) |
| 19 november 1988 «onderlinge duels» 19:00 (UTC+1) | Predrag Spasić 11' Safet Sušić 76' Dragan Stojković 83' |       | 3' Christian Perez 68' Franck Sauzée | Partizanstadion, Belgrado Toeschouwers: 7.489 Scheidsrechter: Erik Fredriksson (SWE) |

|                                                       |                                                                                         |       |        |                                                                                   |
| 11 december 1988 «onderlinge duels» 18:00 uur (UTC+1) | Joegoslavië                                                                             | 4 – 0 | Cyprus | Rode Sterstadion, Belgrado Toeschouwers: 15.246 Scheidsrechter: Todor Kolev (BUL) |
| 11 december 1988 «onderlinge duels» 18:00 uur (UTC+1) | Dejan Savićević 13' Dejan Savićević 33' Faruk Hadžibegić 44' (pen.) Dejan Savićević 82' |       |        | Rode Sterstadion, Belgrado Toeschouwers: 15.246 Scheidsrechter: Todor Kolev (BUL) |

|                                                      |                                             |       |                                                    |                                                                                       |
| 8 februari 1989 «onderlinge duels» 15:00 uur (UTC+2) | Cyprus                                      | 2 – 3 | Schotland                                          | Tsirionstadion, Limasol Toeschouwers: 25.000 Scheidsrechter: Siegfried Kirschen (DDR) |
| 8 februari 1989 «onderlinge duels» 15:00 uur (UTC+2) | Christos Koliantris 14' Giannos Ioannou 47' |       | 9' Mo Johnston 54' Richard Gough 90' Richard Gough | Tsirionstadion, Limasol Toeschouwers: 25.000 Scheidsrechter: Siegfried Kirschen (DDR) |

|                                             |                                 |       |           |                                                                                |
| 8 maart 1989 «onderlinge duels» 20:00 (UTC) | Schotland                       | 2 – 0 | Frankrijk | Hampden Park, Glasgow Toeschouwers: 65.204 Scheidsrechter: Jiří Stiegler (TCH) |
| 8 maart 1989 «onderlinge duels» 20:00 (UTC) | Mo Johnston 28' Mo Johnston 52' |       |           | Hampden Park, Glasgow Toeschouwers: 65.204 Scheidsrechter: Jiří Stiegler (TCH) |

|                                                    |                                  |       |                     |                                                                                       |
| 26 april 1989 «onderlinge duels» 20:00 uur (UTC+1) | Schotland                        | 2 – 1 | Cyprus              | Hampden Park, Glasgow Toeschouwers: 50.081 Scheidsrechter: Guðmundur Haraldsson (ISL) |
| 26 april 1989 «onderlinge duels» 20:00 uur (UTC+1) | Mo Johnston 26' Ally McCoist 63' |       | 62' Floros Nikolaou | Hampden Park, Glasgow Toeschouwers: 50.081 Scheidsrechter: Guðmundur Haraldsson (ISL) |

|                                                |           |       |             |                                                                                   |
| 29 april 1989 «onderlinge duels» 20:30 (UTC+2) | Frankrijk | 0 – 0 | Joegoslavië | Parc des Princes, Parijs Toeschouwers: 39.469 Scheidsrechter: Tullio Lanese (ITA) |
| 29 april 1989 «onderlinge duels» 20:30 (UTC+2) |           |       |             | Parc des Princes, Parijs Toeschouwers: 39.469 Scheidsrechter: Tullio Lanese (ITA) |

|                                                  |                                                       |       |                         |                                                                                  |
| 21 mei 1989 «onderlinge duels» 19:00 uur (UTC+2) | Noorwegen                                             | 3 – 1 | Cyprus                  | Ullevaalstadion, Oslo Toeschouwers: 10.271 Scheidsrechter: Peter Mikkelsen (DEN) |
| 21 mei 1989 «onderlinge duels» 19:00 uur (UTC+2) | Kjetil Osvold 17' Gøran Sørloth 34' Rune Bratseth 35' |       | 44' Christos Koliantris | Ullevaalstadion, Oslo Toeschouwers: 10.271 Scheidsrechter: Peter Mikkelsen (DEN) |

|                                                   |                      |       |                                         |                                                                               |
| 14 juni 1989 «onderlinge duels» 19:00 uur (UTC+2) | Noorwegen            | 1 – 2 | Joegoslavië                             | Ullevaalstadion, Oslo Toeschouwers: 22.740 Scheidsrechter: Vadzim Zjoek (URS) |
| 14 juni 1989 «onderlinge duels» 19:00 uur (UTC+2) | Jan Åge Fjørtoft 89' |       | 23' Dragan Stojković 88' Zlatko Vujović | Ullevaalstadion, Oslo Toeschouwers: 22.740 Scheidsrechter: Vadzim Zjoek (URS) |

|                                                   |                   |       |                              |                                                                             |
| 5 september 1989 «onderlinge duels» 19:00 (UTC+2) | Noorwegen         | 1 – 1 | Frankrijk                    | Ullevaalstadion, Oslo Toeschouwers: 8.564 Scheidsrechter: Todor Kolev (BUL) |
| 5 september 1989 «onderlinge duels» 19:00 (UTC+2) | Rune Bratseth 84' |       | 40' (pen.) Jean-Pierre Papin | Ullevaalstadion, Oslo Toeschouwers: 8.564 Scheidsrechter: Todor Kolev (BUL) |

|                                                       |                                                              |       |                  |                                                                                          |
| 6 september 1989 «onderlinge duels» 20:00 uur (UTC+2) | Joegoslavië                                                  | 3 – 1 | Schotland        | Maksimirstadion, Zagreb Toeschouwers: 42.500 Scheidsrechter: Marcel Van Langenhove (BEL) |
| 6 september 1989 «onderlinge duels» 20:00 uur (UTC+2) | Srećko Katanec 52' Steve Nicol 57' (e.d.) Zlatko Vujović 59' |       | 37' Gordon Durie | Maksimirstadion, Zagreb Toeschouwers: 42.500 Scheidsrechter: Marcel Van Langenhove (BEL) |

|                                                      |                             |       |           |                                                                                  |
| 11 oktober 1989 «onderlinge duels» 17:30 uur (UTC+1) | Joegoslavië                 | 1 – 0 | Noorwegen | Koševostadion, Sarajevo Toeschouwers: 32.000 Scheidsrechter: Yusuf Namoğlu (TUR) |
| 11 oktober 1989 «onderlinge duels» 17:30 uur (UTC+1) | Faruk Hadžibegić 45' (pen.) |       |           | Koševostadion, Sarajevo Toeschouwers: 32.000 Scheidsrechter: Yusuf Namoğlu (TUR) |

|                                                  |                                                                |       |           |                                                                                        |
| 11 oktober 1989 «onderlinge duels» 29:45 (UTC+1) | Frankrijk                                                      | 3 – 0 | Schotland | Parc des Princes, Parijs Toeschouwers: 22.651 Scheidsrechter: Kurt Röthlisberger (SUI) |
| 11 oktober 1989 «onderlinge duels» 29:45 (UTC+1) | Didier Deschamps 25' Éric Cantona 61' Jean-Philippe Durand 89' |       |           | Parc des Princes, Parijs Toeschouwers: 22.651 Scheidsrechter: Kurt Röthlisberger (SUI) |

|                                                      |                          |       |                                         |                                                                               |
| 28 oktober 1989 «onderlinge duels» 16:45 uur (UTC+2) | Cyprus                   | 1 – 2 | Joegoslavië                             | Olympisch Stadion, Athene Toeschouwers: 1.046 Scheidsrechter: Ioan Igna (ROU) |
| 28 oktober 1989 «onderlinge duels» 16:45 uur (UTC+2) | Pambos Pittas 38' (pen.) |       | 5' Vujadin Stanojković 50' Darko Pančev | Olympisch Stadion, Athene Toeschouwers: 1.046 Scheidsrechter: Ioan Igna (ROU) |

|                                                     |                  |       |                    |                                                                                     |
| 15 november 1989 «onderlinge duels» 20:00 uur (UTC) | Schotland        | 1 – 1 | Noorwegen          | Hampden Park, Glasgow Toeschouwers: 63.987 Scheidsrechter: Michał Listkiewicz (POL) |
| 15 november 1989 «onderlinge duels» 20:00 uur (UTC) | Ally McCoist 44' |       | 89' Erland Johnsen | Hampden Park, Glasgow Toeschouwers: 63.987 Scheidsrechter: Michał Listkiewicz (POL) |

|                                                   |                                        |       |        |                                                                                        |
| 18 november 1989 «onderlinge duels» 20:30 (UTC+1) | Frankrijk                              | 2 – 0 | Cyprus | Stadium Municipal, Toulouse Toeschouwers: 34.687 Scheidsrechter: Valeriy Butenko (URS) |
| 18 november 1989 «onderlinge duels» 20:30 (UTC+1) | Didier Deschamps 25' Laurent Blanc 75' |       |        | Stadium Municipal, Toulouse Toeschouwers: 34.687 Scheidsrechter: Valeriy Butenko (URS) |

### Groep 6
Ierland plaatste zich na een prima EK voor de eerste keer voor een WK. Het begon met drie uitwedstrijden, waarin niet werd gescoord, maar won daarna alle thuiswedstrijden. Het profiteerde ook van de terugval van Hongarije, dat zich voor de eerste keer sinds 1978 niet kwalificeerde. Groepswinnaar werd Spanje, dat zich kon revancheren voor een matig EK met de lichting Míchel / Butragueño.
| Pos | Land          | Wed | Win | Gel | Ver | DV | DT | +/- | Pnt |
| --- | ------------- | --- | --- | --- | --- | -- | -- | --- | --- |
| 1.  | Spanje        | 8   | 6   | 1   | 1   | 20 | 3  | +17 | 13  |
| 2.  | Ierland       | 8   | 5   | 2   | 1   | 10 | 2  | +8  | 12  |
| 3.  | Hongarije     | 8   | 2   | 4   | 2   | 8  | 12 | –4  | 8   |
| 4.  | Noord-Ierland | 8   | 2   | 1   | 5   | 6  | 12 | –6  | 5   |
| 5.  | Malta         | 8   | 0   | 2   | 6   | 3  | 18 | –15 | 2   |

|                                              |                                                   |       |       |                                                                              |
| 21 mei 1988 «onderlinge duels» 15:00 (UTC+1) | Noord-Ierland                                     | 3 – 0 | Malta | Windsor Park, Belfast Toeschouwers: 9.000 Scheidsrechter: Carlos Silva (POR) |
| 21 mei 1988 «onderlinge duels» 15:00 (UTC+1) | Jimmy Quinn 14' Steve Penney 23' Colin Clarke 25' |       |       | Windsor Park, Belfast Toeschouwers: 9.000 Scheidsrechter: Carlos Silva (POR) |

|                                                        |               |       |         |                                                                                 |
| 14 september 1988 «onderlinge duels» 20:00 uur (UTC+1) | Noord-Ierland | 0 – 0 | Ierland | Windsor Park, Belfast Toeschouwers: 19.873 Scheidsrechter: Michel Vautrot (FRA) |
| 14 september 1988 «onderlinge duels» 20:00 uur (UTC+1) |               |       |         | Windsor Park, Belfast Toeschouwers: 19.873 Scheidsrechter: Michel Vautrot (FRA) |

|                                                      |                   |       |               |                                                                                     |
| 19 oktober 1988 «onderlinge duels» 18:00 uur (UTC+1) | Hongarije         | 1 – 0 | Noord-Ierland | Népstadion, Boedapest Toeschouwers: 18.000 Scheidsrechter: Kurt Röthlisberger (SUI) |
| 19 oktober 1988 «onderlinge duels» 18:00 uur (UTC+1) | István Vincze 85' |       |               | Népstadion, Boedapest Toeschouwers: 18.000 Scheidsrechter: Kurt Röthlisberger (SUI) |

|                                                       |                                  |       |         |                                                                                               |
| 16 november 1988 «onderlinge duels» 20:30 uur (UTC+1) | Spanje                           | 2 – 0 | Ierland | Estadio Benito Villamarín, Sevilla Toeschouwers: 50.000 Scheidsrechter: Yuriy Savchenko (URS) |
| 16 november 1988 «onderlinge duels» 20:30 uur (UTC+1) | Manolo 52' Emilio Butragueño 66' |       |         | Estadio Benito Villamarín, Sevilla Toeschouwers: 50.000 Scheidsrechter: Yuriy Savchenko (URS) |

|                                                   |                                         |       |                                     |                                                                                          |
| 11 december 1988 «onderlinge duels» 14:15 (UTC+1) | Malta                                   | 2 – 2 | Hongarije                           | Ta' Qalistadion, Ta' Qali Toeschouwers: 12.000 Scheidsrechter: Georges Koukoulakis (GRE) |
| 11 december 1988 «onderlinge duels» 14:15 (UTC+1) | Carmel Busuttil 46' Carmel Busuttil 90' |       | 5' István Vincze 56' József Kiprich | Ta' Qalistadion, Ta' Qali Toeschouwers: 12.000 Scheidsrechter: Georges Koukoulakis (GRE) |

|                                                       |                                                                                                  |       |               | |
| 21 december 1988 «onderlinge duels» 20:30 uur (UTC+1) | Spanje                                                                                           | 4 – 0 | Noord-Ierland | Estadio Ramón Sánchez Pizjuán, Sevilla Toeschouwers: 70.000 Scheidsrechter: Marcel Van Langenhove (BEL) |
| 21 december 1988 «onderlinge duels» 20:30 uur (UTC+1) | Anton Rogan 30' (e.d.) Emilio Butragueño 55' Michel González 62' (pen.) Alan McDonald 64' (e.d.) |       |               | Estadio Ramón Sánchez Pizjuán, Sevilla Toeschouwers: 70.000 Scheidsrechter: Marcel Van Langenhove (BEL) |

|                                                  |       |                                          |        |                                                                                 |
| 22 januari 1989 «onderlinge duels» 15:00 (UTC+1) | Malta | 0 – 2                                    | Spanje | Ta' Qalistadion, Ta' Qali Toeschouwers: 15.797 Scheidsrechter: David Syme (SCO) |
| 22 januari 1989 «onderlinge duels» 15:00 (UTC+1) |       | 15' (pen.) Míchel 49' Aitor Beguiristain |        | Ta' Qalistadion, Ta' Qali Toeschouwers: 15.797 Scheidsrechter: David Syme (SCO) |

|                                                    |               |                              |        |                                                                               |
| 8 februari 1989 «onderlinge duels» 20:00 uur (UTC) | Noord-Ierland | 0 – 2                        | Spanje | Windsor Park, Belfast Toeschouwers: 15.000 Scheidsrechter: Dieter Pauly (FRG) |
| 8 februari 1989 «onderlinge duels» 20:00 uur (UTC) |               | 3' Genar Andrinúa 84' Manolo |        | Windsor Park, Belfast Toeschouwers: 15.000 Scheidsrechter: Dieter Pauly (FRG) |

|                                                   |           |       |         |                                                                                 |
| 8 maart 1989 «onderlinge duels» 18:00 uur (UTC+1) | Hongarije | 0 – 0 | Ierland | Népstadion, Boedapest Toeschouwers: 33.966 Scheidsrechter: Zoran Petrović (YUG) |
| 8 maart 1989 «onderlinge duels» 18:00 uur (UTC+1) |           |       |         | Népstadion, Boedapest Toeschouwers: 33.966 Scheidsrechter: Zoran Petrović (YUG) |

|                                                |                                                                  |       |       |                                                                                                 |
| 23 maart 1989 «onderlinge duels» 12:00 (UTC+1) | Spanje                                                           | 4 – 0 | Malta | Estadio Ramón Sánchez Pizjuán, Sevilla Toeschouwers: 41.500 Scheidsrechter: George Sandoz (SUI) |
| 23 maart 1989 «onderlinge duels» 12:00 (UTC+1) | Míchel 38' Míchel 68' (pen.) Manuel Manolo 71' Manuel Manolo 80' |       |       | Estadio Ramón Sánchez Pizjuán, Sevilla Toeschouwers: 41.500 Scheidsrechter: George Sandoz (SUI) |

|                                                |                      |       |                    |                                                                             |
| 12 april 1989 «onderlinge duels» 18:00 (UTC+2) | Hongarije            | 1 – 1 | Malta              | Népstadion, Boedapest Toeschouwers: 15.000 Scheidsrechter: Arie Frost (ISR) |
| 12 april 1989 «onderlinge duels» 18:00 (UTC+2) | Imre Boda 49' (pen.) |       | 7' Carmel Busuttil | Népstadion, Boedapest Toeschouwers: 15.000 Scheidsrechter: Arie Frost (ISR) |

|                                                |       |                                      |               |                                                                                      |
| 26 april 1989 «onderlinge duels» 17:15 (UTC+2) | Malta | 0 – 2                                | Noord-Ierland | Ta' Qalistadion, Ta' Qali Toeschouwers: 15.000 Scheidsrechter: Stefan Petrescu (ROU) |
| 26 april 1989 «onderlinge duels» 17:15 (UTC+2) |       | 55' Colin Clarke 73' Michael O'Neill |               | Ta' Qalistadion, Ta' Qali Toeschouwers: 15.000 Scheidsrechter: Stefan Petrescu (ROU) |

|                                                    |                            |       |        |                                                                                   |
| 26 april 1989 «onderlinge duels» 17:00 uur (UTC+1) | Ierland                    | 1 – 0 | Spanje | Lansdowne Road, Dublin Toeschouwers: 49.160 Scheidsrechter: Horst Brummeier (AUT) |
| 26 april 1989 «onderlinge duels» 17:00 uur (UTC+1) | Michel González 16' (e.d.) |       |        | Lansdowne Road, Dublin Toeschouwers: 49.160 Scheidsrechter: Horst Brummeier (AUT) |

|                                              |                                  |       |       |                                                                                        |
| 28 mei 1989 «onderlinge duels» 15:00 (UTC+1) | Ierland                          | 2 – 0 | Malta | Lansdowne Road, Dublin Toeschouwers: 49.600 Scheidsrechter: José Rosa dos Santos (POR) |
| 28 mei 1989 «onderlinge duels» 15:00 (UTC+1) | Ray Houghton 32' Kevin Moran 55' |       |       | Lansdowne Road, Dublin Toeschouwers: 49.600 Scheidsrechter: José Rosa dos Santos (POR) |

|                                                  |                                     |       |           |                                                                               |
| 4 juni 1989 «onderlinge duels» 15:00 uur (UTC+1) | Ierland                             | 2 – 0 | Hongarije | Lansdowne Road, Dublin Toeschouwers: 49.600 Scheidsrechter: Egil Nervik (NOR) |
| 4 juni 1989 «onderlinge duels» 15:00 uur (UTC+1) | Paul McGrath 34' Tony Cascarino 83' |       |           | Lansdowne Road, Dublin Toeschouwers: 49.600 Scheidsrechter: Egil Nervik (NOR) |

|                                                       |                      |       |                                     |                                                                                  |
| 6 september 1989 «onderlinge duels» 20:00 uur (UTC+1) | Noord-Ierland        | 1 – 2 | Hongarije                           | Windsor Park, Belfast Toeschouwers: 8.000 Scheidsrechter: Erik Fredriksson (SWE) |
| 6 september 1989 «onderlinge duels» 20:00 uur (UTC+1) | Norman Whiteside 89' |       | 13' Kálmán Kovács 43' György Bognár | Windsor Park, Belfast Toeschouwers: 8.000 Scheidsrechter: Erik Fredriksson (SWE) |

|                                                      |                                                       |       |               |                                                                                 |
| 11 oktober 1989 «onderlinge duels» 13:00 uur (UTC+1) | Ierland                                               | 3 – 0 | Noord-Ierland | Lansdowne Road, Dublin Toeschouwers: 45.800 Scheidsrechter: Pietro D`Elia (ITA) |
| 11 oktober 1989 «onderlinge duels» 13:00 uur (UTC+1) | Ronnie Whelan 42' Tony Cascarino 47' Ray Houghton 56' |       |               | Lansdowne Road, Dublin Toeschouwers: 45.800 Scheidsrechter: Pietro D`Elia (ITA) |

|                                                      |                                     |       |                                      |                                                                                  |
| 11 oktober 1989 «onderlinge duels» 18:00 uur (UTC+2) | Hongarije                           | 2 – 2 | Spanje                               | Népstadion, Boedapest Toeschouwers: 30.000 Scheidsrechter: George Courtney (ENG) |
| 11 oktober 1989 «onderlinge duels» 18:00 uur (UTC+2) | Attila Pintér 39' Attila Pintér 83' |       | 3' Julio Salinas 36' Michel González | Népstadion, Boedapest Toeschouwers: 30.000 Scheidsrechter: George Courtney (ENG) |

|                                                       |                                                                          |       |           |                                                                                                 |
| 15 november 1989 «onderlinge duels» 15:00 uur (UTC+1) | Spanje                                                                   | 4 – 0 | Hongarije | Estadio Ramón Sánchez Pizjuán, Sevilla Toeschouwers: 20.000 Scheidsrechter: Gérard Biguet (FRA) |
| 15 november 1989 «onderlinge duels» 15:00 uur (UTC+1) | Manolo 8' Emilio Butragueño 25' Juanito Rodríguez 40' Fernando Gómez 64' |       |           | Estadio Ramón Sánchez Pizjuán, Sevilla Toeschouwers: 20.000 Scheidsrechter: Gérard Biguet (FRA) |

|                                                   |       |                                            |         |                                                                                    |
| 15 november 1989 «onderlinge duels» 15:00 (UTC+1) | Malta | 0 – 2                                      | Ierland | Ta' Qalistadion, Ta' Qali Toeschouwers: 2.600 Scheidsrechter: Jaap Uilenberg (NED) |
| 15 november 1989 «onderlinge duels» 15:00 (UTC+1) |       | 31' John Aldridge 68' (pen.) John Aldridge |         | Ta' Qalistadion, Ta' Qali Toeschouwers: 2.600 Scheidsrechter: Jaap Uilenberg (NED) |

### Groep 7
Halverwege de competitie ging België afscheid nemen van hun coach Guy Thys, die op een degelijke manier de basis legde voor kwalificatie. De "Rode Duivels" speelden gelijk in de uitwedstrijden tegen Portugal en Tsjecho-Slowakije en won met 2-1 van Tsjecho-Slowakije dankzij twee doelpunten van Marc Degryse. Oud-speler Walter Meeuws nam het van Thys over, begon uitstekend met een 3-0 overwinning op Portugal, maar blameerde zich met een 1-1 gelijkspel tegen Luxemburg. Er ontstond een hetze tegen Meeuws, voor het WK werd hij ontslagen en Guy Thys nam het coachschap weer over.
De tweede plaats ging tussen Tsjecho-Slowakije en Portugal, de laatste wedstrijden gingen tussen beide landen. De Tsjechen wonnen met 2-1 dankzij twee doelpunten van Michal Bílek en zouden in de return genoeg hebben aan een 3-0 nederlaag om zich te kwalificeren. De Tsjechen bleven met een defensieve instelling moeiteloos op de been in een doelpuntloos duel.
| Pos | Land              | Wed | Win | Gel | Ver | DV | DT | +/- | Pnt |
| --- | ----------------- | --- | --- | --- | --- | -- | -- | --- | --- |
| 1.  | België            | 8   | 4   | 4   | 0   | 15 | 5  | +10 | 12  |
| 2.  | Tsjecho-Slowakije | 8   | 5   | 2   | 1   | 13 | 3  | +10 | 12  |
| 3.  | Portugal          | 8   | 4   | 2   | 2   | 11 | 8  | +3  | 10  |
| 4.  | Zwitserland       | 8   | 2   | 1   | 5   | 10 | 14 | –4  | 5   |
| 5.  | Luxemburg         | 8   | 0   | 1   | 7   | 3  | 22 | –19 | 1   |

|                                                    |                    |       |                                                                                      |                                                                                         |
| 21 september 1988 «onderlinge duels» 18:30 (UTC+2) | Luxemburg          | 1 – 4 | Zwitserland                                                                          | Stade Municipal, Luxemburg Toeschouwers: 2.100 Scheidsrechter: Ignace van Swieten (NED) |
| 21 september 1988 «onderlinge duels» 18:30 (UTC+2) | Robert Langers 80' |       | 1' Alain Sutter 21' (pen.) Kubilay Türkyilmaz 28' Beat Sutter 53' Kubilay Türkyilmaz | Stade Municipal, Luxemburg Toeschouwers: 2.100 Scheidsrechter: Ignace van Swieten (NED) |

|                                                  |           |                                   |                   |                                                                                               |
| 18 oktober 1988 «onderlinge duels» 19:15 (UTC+1) | Luxemburg | 0 – 2                             | Tsjecho-Slowakije | Stade de la Frontière, Esch-sur-Alzette Toeschouwers: 1.900 Scheidsrechter: Dusan Colic (YUG) |
| 18 oktober 1988 «onderlinge duels» 19:15 (UTC+1) |           | 25' Ivan Hašek 35' Jozef Chovanec |                   | Stade de la Frontière, Esch-sur-Alzette Toeschouwers: 1.900 Scheidsrechter: Dusan Colic (YUG) |

|                                                      |                      |       |             |                                                                              |
| 19 oktober 1988 «onderlinge duels» 20:00 uur (UTC+1) | België               | 1 – 0 | Zwitserland | Heizelstadion, Brussel Toeschouwers: 14.450 Scheidsrechter: David Syme (SCO) |
| 19 oktober 1988 «onderlinge duels» 20:00 uur (UTC+1) | Patrick Vervoort 29' |       |             | Heizelstadion, Brussel Toeschouwers: 14.450 Scheidsrechter: David Syme (SCO) |

|                                                       |                   |       |        |                                                                                  |
| 16 november 1988 «onderlinge duels» 17:00 uur (UTC+1) | Tsjecho-Slowakije | 0 – 0 | België | Tehelné pole, Bratislava Toeschouwers: 47.182 Scheidsrechter: Neil Midgley (ENG) |
| 16 november 1988 «onderlinge duels» 17:00 uur (UTC+1) |                   |       |        | Tehelné pole, Bratislava Toeschouwers: 47.182 Scheidsrechter: Neil Midgley (ENG) |

|                                                 |                    |       |           |                                                                                      |
| 16 november 1988 «onderlinge duels» 21:30 (UTC) | Portugal           | 1 – 0 | Luxemburg | Estádio do Bessa, Porto Toeschouwers: 29.000 Scheidsrechter: Michael Caulfield (IRL) |
| 16 november 1988 «onderlinge duels» 21:30 (UTC) | Fernando Gomes 31' |       |           | Estádio do Bessa, Porto Toeschouwers: 29.000 Scheidsrechter: Michael Caulfield (IRL) |

|                                                     |                   |       |                         |                                                                                   |
| 15 februari 1989 «onderlinge duels» 21:30 uur (UTC) | Portugal          | 1 – 1 | België                  | Estádio da Luz, Lissabon Toeschouwers: 43.501 Scheidsrechter: Gérard Biguet (FRA) |
| 15 februari 1989 «onderlinge duels» 21:30 uur (UTC) | Vítor Paneira 52' |       | 82' Marc Van Der Linden | Estádio da Luz, Lissabon Toeschouwers: 43.501 Scheidsrechter: Gérard Biguet (FRA) |

|                                                    |                                               |       |                 |                                                                                |
| 26 april 1989 «onderlinge duels» 21:30 uur (UTC+1) | Portugal                                      | 3 – 1 | Zwitserland     | Estádio da Luz, Lissabon Toeschouwers: 18.460 Scheidsrechter: Allan Gunn (ENG) |
| 26 april 1989 «onderlinge duels» 21:30 uur (UTC+1) | João Pinto 48' Frederico Rosa 56' Paneira 69' |       | 63' Dario Zuffi | Estádio da Luz, Lissabon Toeschouwers: 18.460 Scheidsrechter: Allan Gunn (ENG) |

|                                                    |                                   |       |                   |                                                                                  |
| 29 april 1989 «onderlinge duels» 20:00 uur (UTC+2) | België                            | 2 – 1 | Tsjecho-Slowakije | Heizelstadion, Brussel Toeschouwers: 34.612 Scheidsrechter: Emilio Soriano (ESP) |
| 29 april 1989 «onderlinge duels» 20:00 uur (UTC+2) | Marc Degryse 30' Marc Degryse 77' |       | 41' Milan Luhový  | Heizelstadion, Brussel Toeschouwers: 34.612 Scheidsrechter: Emilio Soriano (ESP) |

|                                             |                                                                           |       |           |                                                                                  |
| 9 mei 1989 «onderlinge duels» 17:00 (UTC+2) | Tsjecho-Slowakije                                                         | 4 – 0 | Luxemburg | Stadion Sparty, Praag Toeschouwers: 16.400 Scheidsrechter: Thomas Donnelly (NIR) |
| 9 mei 1989 «onderlinge duels» 17:00 (UTC+2) | Stanislav Griga 6' Tomáš Skuhravý 76' Michal Bílek 81' Tomáš Skuhravý 84' |       |           | Stadion Sparty, Praag Toeschouwers: 16.400 Scheidsrechter: Thomas Donnelly (NIR) |

|                                              |           | |        |                                                                                               |
| 1 juni 1989 «onderlinge duels» 20:30 (UTC+2) | Luxemburg | 0 – 5 | België | Stade Grimonprez-Jooris, Rijsel Toeschouwers: 9.100 Scheidsrechter: Borislav Alexandrov (BUL) |
| 1 juni 1989 «onderlinge duels» 20:30 (UTC+2) |           | 13' Marc Van der Linden 53' Marc Van der Linden 64' Marc Van der Linden 66' Patrick Vervoort 89' Marc Van der Linden |        | Stade Grimonprez-Jooris, Rijsel Toeschouwers: 9.100 Scheidsrechter: Borislav Alexandrov (BUL) |

|                                                  |             |                    |                   |                                                                       |
| 7 juni 1989 «onderlinge duels» 20:15 uur (UTC+2) | Zwitserland | 0 – 1              | Tsjecho-Slowakije | Wankdorf, Bern Toeschouwers: 30.030 Scheidsrechter: Helmut Kohl (AUT) |
| 7 juni 1989 «onderlinge duels» 20:15 uur (UTC+2) |             | 22' Tomáš Skuhravý |                   | Wankdorf, Bern Toeschouwers: 30.030 Scheidsrechter: Helmut Kohl (AUT) |

|                                                       |                                                                   |       |          |                                                                                  |
| 6 september 1989 «onderlinge duels» 20:00 uur (UTC+2) | België                                                            | 3 – 0 | Portugal | Heizelstadion, Brussel Toeschouwers: 26.493 Scheidsrechter: Aleksey Spirin (MAR) |
| 6 september 1989 «onderlinge duels» 20:00 uur (UTC+2) | Jan Ceulemans 34' Marc Van Der Linden 59' Marc Van Der Linden 69' |       |          | Heizelstadion, Brussel Toeschouwers: 26.493 Scheidsrechter: Aleksey Spirin (MAR) |

|                                                        |                        |       |                                      |                                                                                                 |
| 20 september 1989 «onderlinge duels» 20:15 uur (UTC+2) | Zwitserland            | 1 – 2 | Portugal                             | Stade de la Maladière, Neuchâtel Toeschouwers: 18.400 Scheidsrechter: Giorgos Koukoulakis (GRE) |
| 20 september 1989 «onderlinge duels» 20:15 uur (UTC+2) | Kubilay Türkyilmaz 29' |       | 74' (pen.) Paulo Futre 77' Rui Águas | Stade de la Maladière, Neuchâtel Toeschouwers: 18.400 Scheidsrechter: Giorgos Koukoulakis (GRE) |

|                                                     |                                          |       |               |                                                                                     |
| 6 oktober 1989 «onderlinge duels» 17:00 uur (UTC+1) | Tsjecho-Slowakije                        | 2 – 1 | Portugal      | Letenský Stadion, Praag Toeschouwers: 29.809 Scheidsrechter: Aron Schmidhuber (FRG) |
| 6 oktober 1989 «onderlinge duels» 17:00 uur (UTC+1) | Michal Bílek 11' (pen.) Michal Bílek 83' |       | 74' Rui Águas | Letenský Stadion, Praag Toeschouwers: 29.809 Scheidsrechter: Aron Schmidhuber (FRG) |

|                                                  |           |                                            |          |                                                                                         |
| 11 oktober 1989 «onderlinge duels» 20:30 (UTC+1) | Luxemburg | 0 – 3                                      | Portugal | Ludwigspark Stadion, Saarbrücken Toeschouwers: 1.800 Scheidsrechter: John Purcell (IRL) |
| 11 oktober 1989 «onderlinge duels» 20:30 (UTC+1) |           | 43' Rui Águas 53' Rui Águas 72' Rui Barros |          | Ludwigspark Stadion, Saarbrücken Toeschouwers: 1.800 Scheidsrechter: John Purcell (IRL) |

|                                                      |                                        |       |                                          |                                                                                |
| 11 oktober 1989 «onderlinge duels» 20:15 uur (UTC+1) | Zwitserland                            | 2 – 2 | België                                   | St. Jakob-Park, Bazel Toeschouwers: 5.000 Scheidsrechter: Lajos Hartmann (HUN) |
| 11 oktober 1989 «onderlinge duels» 20:15 uur (UTC+1) | Adrian Knup 51' Kubilay Türkyilmaz 60' |       | 57' Marc Degryse 72' (e.d.) Alain Geiger | St. Jakob-Park, Bazel Toeschouwers: 5.000 Scheidsrechter: Lajos Hartmann (HUN) |

|                                                      |                                                          |       |             |                                                                                    |
| 25 oktober 1989 «onderlinge duels» 17:00 uur (UTC+1) | Tsjecho-Slowakije                                        | 3 – 0 | Zwitserland | Stadion Sparty na Letné, Praag Toeschouwers: 33.753 Scheidsrechter: Eero Aho (FIN) |
| 25 oktober 1989 «onderlinge duels» 17:00 uur (UTC+1) | Tomáš Skuhravý 17' Michal Bílek 87' Ľubomír Moravčík 88' |       |             | Stadion Sparty na Letné, Praag Toeschouwers: 33.753 Scheidsrechter: Eero Aho (FIN) |

|                                                  |                    |       |                 |                                                                                        |
| 25 oktober 1989 «onderlinge duels» 20:00 (UTC+1) | België             | 1 – 1 | Luxemburg       | Heizelstadion, Brussel Toeschouwers: 11.549 Scheidsrechter: Gudmundur Haraldsson (ISL) |
| 25 oktober 1989 «onderlinge duels» 20:00 (UTC+1) | Bruno Versavel 85' |       | 88' Guy Hellers | Heizelstadion, Brussel Toeschouwers: 11.549 Scheidsrechter: Gudmundur Haraldsson (ISL) |

|                                                     |          |       |                   |                                                                                |
| 15 november 1989 «onderlinge duels» 21:00 uur (UTC) | Portugal | 0 – 0 | Tsjecho-Slowakije | Estádio da Luz, Lissabon Toeschouwers: 40.000 Scheidsrechter: David Syme (SCO) |
| 15 november 1989 «onderlinge duels» 21:00 uur (UTC) |          |       |                   | Estádio da Luz, Lissabon Toeschouwers: 40.000 Scheidsrechter: David Syme (SCO) |

|                                                   |                                              |       |                 |                                                                              |
| 15 november 1989 «onderlinge duels» 19:30 (UTC+2) | Zwitserland                                  | 2 – 1 | Luxemburg       | Espenmoos, Sankt Gallen Toeschouwers: 2.500 Scheidsrechter: Ben Itzhak (ISR) |
| 15 november 1989 «onderlinge duels» 19:30 (UTC+2) | Christophe Bonvin 54' Kubilay Türkyilmaz 62' |       | 14' Théo Malget | Espenmoos, Sankt Gallen Toeschouwers: 2.500 Scheidsrechter: Ben Itzhak (ISR) |